# فلوآسیزین
فلوآسیزین (انگلیسی: Fluacizine) نوعی داروی ضدافسردگی سه‌حلقه‌ای از گروه فنوتیازینهاست که در دهه‌های ۶۰ و ۷۰ میلادی برای درمان اختلالات روانی تجویز می‌شد.